# Synagogue Paradesi
 (octobre 2023).
Si vous disposez d'ouvrages ou d'articles de référence ou si vous connaissez des sites web de qualité traitant du thème abordé ici, merci de compléter l'article en donnant les références utiles à sa vérifiabilité et en les liant à la section « Notes et références ».
La synagogue Paradesi (പരദേശി ജൂതപള്ളി (Paradēśi jūtapaḷḷi) en malayalam) ou synagogue des Paradesis, également appelée synagogue de Mattancherry, est une synagogue située dans le quartier juif (Jew Town) de Mattancherry, un faubourg de la ville de Cochin, dans l'état du Kerala en Inde. Elle a été construite en 1568 par Samuel Castiel, David Belila et Joseph Levi pour la florissante communauté juive des Paradesi à Cochin. C'est la plus ancienne synagogue active parmi les pays du Commonwealth.  
Les Juifs de Cochin étaient composés principalement de Juifs Malabari, de souche ancienne, et de réfugiés séfarades nouvellement arrivés à la suite des persécutions religieuses contre les Juifs en Espagne et au Portugal.  Paradesi (issu du sanskrit परदेशिन् (paradeśin)) est un mot utilisé dans plusieurs langues indiennes, dont le sens littéral est « étranger ». Ce terme est appliqué dans la désignation de la synagogue, car elle a été construite par des Juifs séfarades, hispanophones (ladino) ou lusophones, certains d'entre eux issus de familles exilées à Alep, Safed et d'autres localités du Levant et du Moyen-Orient. L'appellation Paradesi deviendra également le nom de cette nouvelle communauté juive séfarade du sud de l'Inde (les juifs Paradesi). 
La synagogue est située dans le Vieux Cochin et est la seule en activité parmi les sept synagogues subsistantes de la région. On retrouvait également deux autres synagogues dans la Juiverie de Mattancherry, qui sont celles de Kadavumbhagam (encore existante et datée de 1544) et de Thekkumbhagam (démolie autour de 1960 et datée de 1647). 
Le complexe comprend quatre bâtiments. Il a été construit à côté du temple (hindou) du palais de Mattancherry sur le terrain donné à la communauté par le Raja de Cochin, Rama Varma. Le temple du palais de Mattancherry et la synagogue de Mattancherry partagent un mur mitoyen.

## Histoire
Le bâtiment initial de la synagogue, construit en 1568, a été gravement endommagé au XVIIe siècle par les Portugais, qui le mettent en feu et le détruisent partiellement. Les Juifs et les Nasranis (Chrétiens orientaux syriaques ou Chrétiens de Saint Thomas) étant sujets à la persécution religieuse de ces premiers. De plus, la proximité de certaines personnalités juives avec la compagnie rivale des Indes orientales néerlandaises ayant accentué les exactions des Portugais sur les juifs. La synagogue est reconstruite la même année qui a suivi sa destruction, en 1662, ce second bâtiment constituant la synagogue actuelle. 
On l'appelle synagogue Paradesi car elle a été construite par des Juifs hispanophones d'installation récente; cela a contribué au nom informel de Paradēśi jūtapaḷḷi, c'est-à-dire « synagogue étrangère » ou « synagogue des étrangers ». Si cette nouvelle communauté juive Paradesi partageait de nombreux aspects religieux et culturels avec les juifs Malabari, desquels ils apprirent le dialecte judéo-malayalam, ils conservèrent néanmoins leur propre culture et leur langue judéo-espagnole au moins pendant trois siècles. En 1663, les Néerlandais prennent le contrôle de Fort-Cochin, dans le cadre de leur expansion coloniale du Malabar hollandais. Au cours des décennies suivantes, la synagogue Paradesi, bien que principalement utilisée par les Séfarades Paradesi, est également fréquentée par les Juifs européens exilés ou expatriés, notamment des Pays-Bas (juifs néerlandais).
La synagogue Paradesi était fréquentée par trois classes de membres :
- Les Juifs blancs, ou Juifs Paradesi, en étaient membres à part entière. Les Juifs blancs, ou Juifs Paradesi, étaient les descendants des Sépharades d'Espagne, du Portugal et des Pays-Bas. Ces juifs étaient d'installation récente au XVIe siècle.
- Les Juifs noirs, ou Juifs Malabari, étaient autorisés à pratiquer leur culte mais n'étaient pas admis comme membres à part entière. Ces Juifs de Cochin étaient les premiers colons juifs de Cochin.
- Les Meshuchrarim, un groupe d'esclaves affranchis et leurs descendants amenés par les Sépharades, n'avaient aucun droit communal ni aucune synagogue qui leur était propre. Ils s'asseyaient par terre ou sur les marches à l'extérieur. Dans la première moitié du XXe siècle, Abraham Barak Salem, un meshuchrar, a mené campagne avec succès contre cette discrimination.

En 1968, le 400e anniversaire de la synagogue a été célébré lors d'une cérémonie en présence d'Indira Gandhi, la Première ministre indienne.

## Situation actuelle

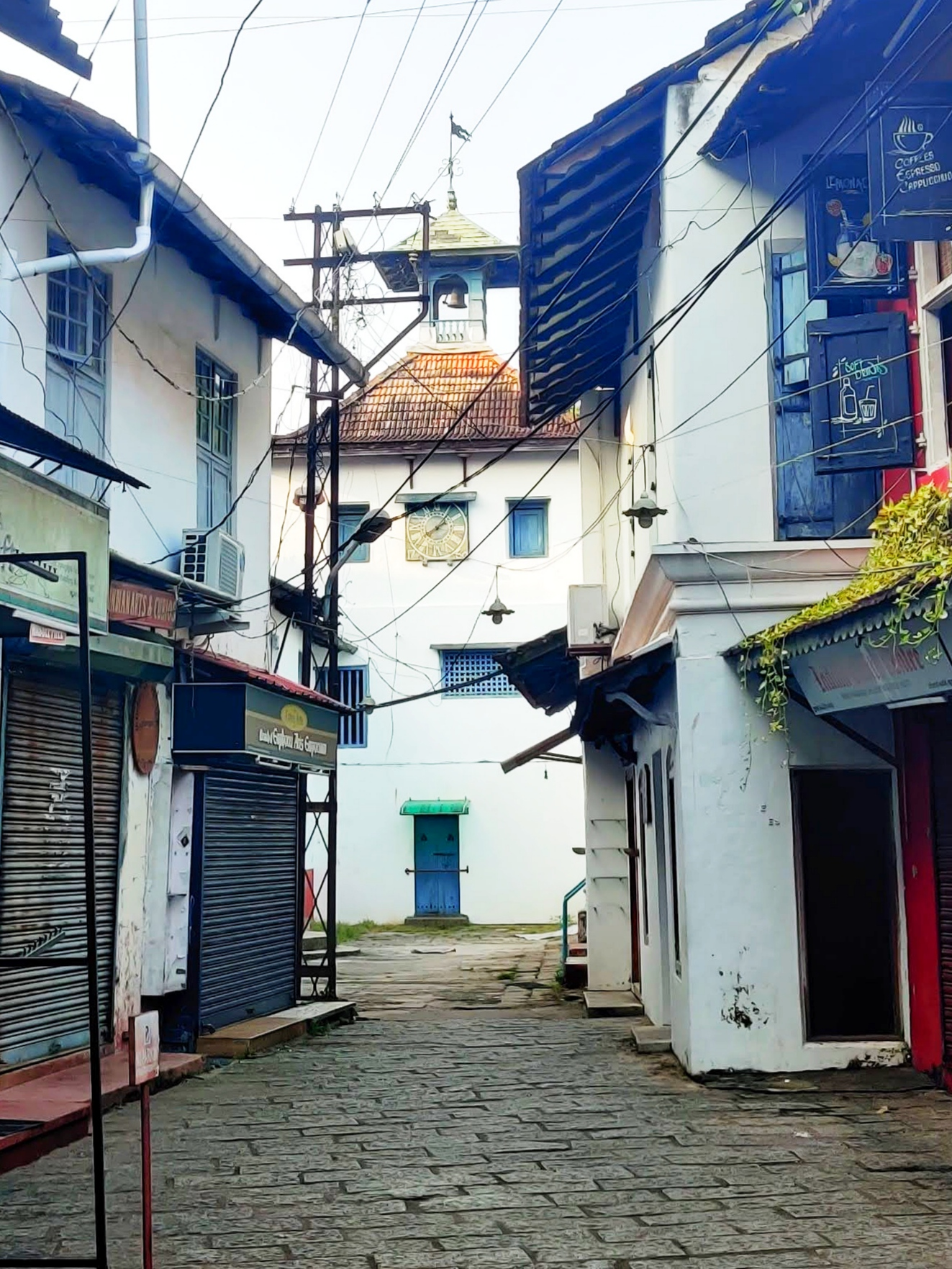
La synagogue Paradesi avec son horloge, pendant la pandémie du COVID-19

Aujourd'hui, la synagogue Paradesi est la seule synagogue fonctionnelle à Cochin avec un minyan (bien que ce minyan doive être formé avec des Juifs de l'extérieur de Cochin, car le nombre qui y réside encore n'est pas suffisant). Conformément aux traditions locales d'influence hindoue, les fidèles doivent entrer pieds nus dans la synagogue Paradesi. Comme il est de coutume dans les synagogues juives orthodoxes, la synagogue Paradesi dispose de sièges séparés pour les hommes et les femmes.
L'actuel rabbin de la synagogue Paradesi placé par Midrash Sephardi est le rabbin Yonaton Francis Goldschmidt.
La synagogue est ouverte à la visite en tant que monument historique, moyennant un supplément aux visiteurs. La synagogue est fermée les vendredis, samedis et dimanches ainsi que les jours fériés juifs. Les visites de la synagogue  de Mattancherry se font entre 10h00 et 13h00, puis de 17h00 à 19h00. Il existe un code vestimentaire à respecter pour les hommes et les femmes, le port de vêtements amples étant attendu.

## Objets de valeurs
La Synagogue Paradesi possède les Rouleaux de la Torah, plusieurs couronnes d'or (Kether Torah) reçues en cadeau, de nombreux lustres en verre belges et une chaire à rampe en laiton. Un tapis oriental noué à la main a été offert à la synagogue par Haïlé Sélassié, le dernier empereur éthiopien. 
Elle conserve aussi les inscriptions sur plaques de cuivre du Xe siècle dites « Jewish copper plates of Cochin » ou « Plaques de cuivre juives de Cochin » (en malayalam ജൂത ശാസനം (jūta śāsanaṃ)), qui sont une charte royale émise par le souverain Chera Perumal Bhaskara Ravi Varma. Rédigée en vieux-malayalam, cette charte (ശാസനം (śāsanaṃ)) accordait des privilèges à Joseph Rabban, un important marchand et aristocrate juif de Cranganore, ainsi que le premier juif de Cochin connu.
Le sol de la synagogue est carrelé avec des centaines de carreaux de porcelaine chinoise (cantonaise) du XVIIIe siècle peints à la main.
La synagogue possède une tour d'horloge du XVIIIe siècle qui, avec d'autres parties du complexe, a été restaurée entre 1998 et 1999 par l'architecte Karl Damschen sous la direction du Fonds mondial des monuments. L'horloge dispose de trois cadrans sur chacune des façades de la tour, indiquant l'heure en caractère romain, hébraïque et malayalam. Un quatrième cadran, aujourd'hui disparu, affichait l'heure en arabe. 

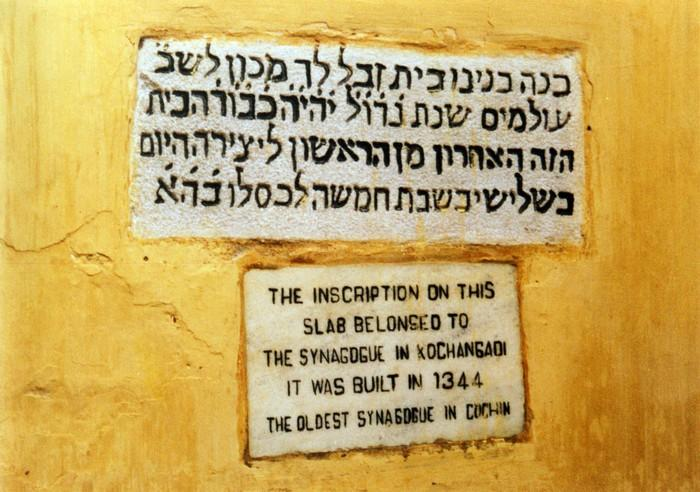
Tablette d'inscription hébraïque de la synagogue de Kochangadi, exposée sur le mur de la cour de la synagogue Paradesi.

Un épigraphe de l'ancienne synagogue de Kochangadi (construite en 1344, détruite au XVIIIe siècle), un faubourg de Cochin situé au sud de la juiverie de Mattancherry, a été installée sur la façade Est de la synagogue Paradesi. L'inscription indique en hébreu que cette synagogue a été construite en 5105 (dans le calendrier hébreu) comme « une demeure pour l'esprit de Dieu ». Cette tablette a été initialement découverte en 1818 à la synagogue de Kadavumbhagam à Mattancherry, lors de travaux de restauration. Elle y était incrustée sur un mur de l'édifice, dissimulée sous une couche de plâtre. Le faubourg de Kochangadi a été par le passé une ancienne juiverie, dont la synagogue était encore active au XVIe siècle, où elle fut notamment restaurée en 1539 par le Mudaliyar (chef communautaire) de la communauté juive de Cochin, Baruch Joseph Levi. Cette synagogue aurait été démolie en 1789 par l'armée de Tipû Sâhib de Mysore, lors de son invasion du Kerala dans le cadre de la Seconde Guerre Anglo-Mysoréenne. Le bâtiment n'a pas été reconstruit et la communauté juive locale s'est progressivement dispersée à Cochin-même et dans son voisinage de Mattancherry, emportant avec elle ce qui constitue aujourd'hui la plus ancienne relique connue de synagogue en Inde.